# Shapis mardava
Shapis mardava là một loài bướm đêm trong họ Noctuidae.